# Motutakupu Island (Northland)
Motutakupu Island ist eine kleine Insel im Norden der Nordinsel von Neuseeland.

## Geographie
Die sehr steile, bis zu 40 m hohe Insel ist Teil der Inselgruppe der Cavalli Islands und befindet sich rund 1080 m nordöstlich von Motukawanui Island, der Hauptinsel der Gruppe, die sich im Nordosten von [[Northland (Neuseeland)|Northland]] befindet. Motutakupu Island besitzt eine Länge von rund 200 m in Südwest-Nordost-Richtung und eine maximale Breite von rund 95 m in Nordwest-Südost-Richtung. Ihre Fläche beträgt rund 1 Hektar.
Nordwestlich von Motutakupu Island befindet sich in 200 m Entfernung die Felseninsel Takaroto Rock und dahinter liegend Nukutaunga Island in einer Entfernung von rund 630 m. Westlich von Motutakupu Island ist in rund 1200 m Entfernung die Insel Haraweka Island zu finden.